# Хорхе Факундо Арана
Хорхе Факундо Арана Таге (нар. 31 березня 1972, Буенос-Айрес, Аргентина) — аргентинський актор.

## Біографія
Народився в 31 березня 1972 року в місті Буенос-Айрес. У п'ятнадцятирічному віці прийшов до театральної студії. Але заняття, на жаль довелося перервати: у 1989 році у Арана виявили хворобу Ходжкіна — рак лімфатичних вузлів. Після довгого лікування і медичного спостереження, у 1994 році було оголошено про його повне одужання.
Деякий час, паралельно з пошуками роботи актором, він грав на саксофоні на одній зі станцій метро. Там його помітив продюсер Лито Еспіноса, який пізніше допоміг отримати роль у першому телесеріалі. Арана почав виконувати невеликі ролі в аргентинських телесеріалах в 1992 р. (роль вуличного співака Раміро).
У 1995 р. Факундо отримав невелику роль Леонардо в серіалі «Чорна перлина» разом з Андреа дель Бока і Габріелем Коррадо.
У 1997 р. Факундо вирішив брати участь у третьому й четвертому сезонах серіалу «дівчатка». У цьому серіалі Факундо Арана зіграв дві ролі: Алехо і Мануеля. Ця роль принесла Аран визнання.
Справжній міжнародний успіх прийшов до Факундо в 1999 р. після виконання головної ролі (Іво Ді Карло) в серіалі «Дикий ангел», де він знімався разом з Наталією Орейро. Після цього Факундо Арана став відомий в таких країнах як Україна, Росія, Ізраїль, Польща, Чехія та ін.
Потім він знявся в комедійному серіалі «Добрі сусіди» і в серіалі «Яго — темна пристрасть». Роль Яго Вальдеса / Фабіо Серен була центральною, навколо якої оберталася вся фабула. Цей серіал мав найвищий рейтинг і отримав премію «Мартін Ф'єрро». Потім Факундо Арана припинив співпрацю з компанією Telefe і почав зніматися в серіалах компанії «Полька».
У 2002 р. він виконав роль поліцейського Томаса Ледесма в серіалі «099, Центральна». І знову Арана був номінований на звання найкращого актора.
У грудні 2002 р. Арана вирішив взяти перерву і протягом наступного року не зніматися в серіалах. Він вперше за 10 років узяв відпустку і вирушив у подорож по Аргентині. Після повернення в Буенос-Айрес він застав війну телемереж «Телефа» і «Поль-ка». Після роздумів Факундо зупинив свій вибір на серіалі «Полька» під назвою «Падре Корахе». Факундо виконав центральну роль сучасного Робін Гуда, благородного розбійника Корахе і за неї отримав премію «Мартін Фьерро», а серіал отримав «Золотого Мартіна Фьерро».
Після цього успіху Факундо Арана зіграв роль Росса Гардінера в театральній постановці «Відвідуючи містера Гріна» разом з відомим театральним актором Пепе Соріано.
У 2006 р. Факундо Арана знову повернувся на телебачення і знявся в ролі Мартіна Кесада в серіалі «Ти — моє життя» знову в парі із зіркою аргентинських серіалів і співачкою Наталією Орейро, з якою він вже знімався в «Дикому ангелі». Цей комедійний серіал став найуспішнішим в історії аргентинського тринадцятий телеканалу.

## Фільмографія

### Фільми
| Рік  | Назва | Роль               |
| ---- | --- | ------------------ |
| 2001 | Втеча (ісп. La Fuga) IMDB [Архівовано 27 квітня 2012 у Wayback Machine.]                                      | Віктор Ганс        |
| 2001 | Дітвора. Куточок світла (ісп. Chiquititas. Rincón de luz) IMDB [Архівовано 23 серпня 2010 у Wayback Machine.] | Алехо Мендес Айала |
| 2007 | Дотягнутися до небес (ісп. Tocar el cielo) IMDB [Архівовано 31 січня 2012 у Wayback Machine.]                 | Сантьяго           |

### Телесеріали
| Рік       | Назва | Роль                                          |
| --------- | --- | --------------------------------------------- |
| 1992      | Бродячий спів (ісп. Canto Rodado) IMDB [Архівовано 15 травня 2011 у Wayback Machine.]                               | Рамиро                                        |
| 1992      | Найкращі (ісп. Son de diez) IMDB [Архівовано 1 листопада 2010 у Wayback Machine.]                                   |                                               |
| 1993      | Марко — кандидат (ісп. Marco el candidato) IMDB [Архівовано 28 травня 2014 у Wayback Machine.]                      |                                               |
| 1993      | Худа (ісп. La Flaca escopeta) IMDB [Архівовано 23 лютого 2009 у Wayback Machine.]                                   | Факундо                                       |
| 1994      | Висока комедія (ісп. Alta Comedia) IMDB [Архівовано 5 березня 2010 у Wayback Machine.]                              |                                               |
| 1994      | Чорна перлина (ісп. Perla Negra) IMDB [Архівовано 2 листопада 2011 у Wayback Machine.]                              | Леонардо Бастідас                             |
| 1995      | Американські гірки, повернення (ісп. Montaña rusa, otra vuelta) IMDB [Архівовано 11 квітня 2013 у Wayback Machine.] | Віллі                                         |
| 1995      | Старша сестра (ісп. La Hermana Mayor) IMDB [Архівовано 28 травня 2014 у Wayback Machine.]                           |                                               |
| 1995      | Циганка (ісп. Zingara) IMDB [Архівовано 4 листопада 2012 у Wayback Machine.]                                        | Родольфо «Руди» Моретті                       |
| 1996      | Вільні (ісп. Sueltos) IMDB [Архівовано 28 травня 2014 у Wayback Machine.]                                           | Ігнасіо                                       |
| 1997      | Рафа (ісп. El Rafa) IMDB [Архівовано 28 травня 2014 у Wayback Machine.]                                             |                                               |
| 1997—1998 | Маленькі ангели (ісп. Chiquititas) IMDB [Архівовано 2 листопада 2012 у Wayback Machine.]                            | Алехо Мендес Ажала/Мануель Мендес Ажала       |
| 1998      | Дикий ангел (ісп. Muñeca Brava) IMDB [Архівовано 13 травня 2012 у Wayback Machine.]                                 | Іво Ді Карло-Міранда Рапальо                  |
| 1999      | Добрі сусіди (ісп. Buenos Vecinos) IMDB [Архівовано 21 червня 2011 у Wayback Machine.]                              | Дієго Пінільос                                |
| 2000      | Остання хвилина (ісп. Tiempo Final) IMDB [Архівовано 16 листопада 2011 у Wayback Machine.]                          | Пабло                                         |
| 2001      | Яго — темна пристрасть (ісп. Yago, pasión morena) IMDB [Архівовано 26 січня 2012 у Wayback Machine.]                | Фабіо Сіреньо Рівас/Яго Вальдес               |
| 2002      | 099, Центральна (ісп. 099, Central) IMDB [Архівовано 9 жовтня 2012 у Wayback Machine.]                              | Томас Родольфо Ледесма                        |
| 2003      | Спати з шефом (ісп. Durmiendo con mi jefe) IMDB [Архівовано 19 квітня 2012 у Wayback Machine.]                      |                                               |
| 2004      | Падре Корахе (ісп. Padre Coraje) IMDB [Архівовано 3 квітня 2012 у Wayback Machine.]                                 | Корахе/Падре Хуан/ Габріель Хаурегі Пасторіно |
| 2005      | В ритмі танго (Росія) IMDB [Архівовано 3 лютого 2009 у Wayback Machine.]                                            | Факундо Арана (епізод)                        |
| 2006      | Ти — моє життя (ісп. Sos mi vida) IMDB [Архівовано 11 червня 2012 у Wayback Machine.]                               | Мартін Кесада                                 |
| 2008      | Вкрадені життя (ісп. Vidas Robadas) IMDB [Архівовано 11 червня 2012 у Wayback Machine.]                             | Баутіста Амажа                                |
| 2011      | Коли ти мені посміхаєшся (ісп. Cuando me sonreís) Сайт [Архівовано 2 травня 2012 у Wayback Machine.]                | Гастон Мерфі                                  |